# ペーネミュンデ陸軍兵器実験場
ペーネミュンデ陸軍兵器実験場（ペーネミュンデりくぐんへいきじっけんじょう、ドイツ語: Heeresversuchsanstalt Peenemünde）は、1937年にドイツ陸軍兵器局によって設立された5つの陸軍兵器実験場の1つである。
1936年4月2日、ドイツ航空省は、北部にあるウーゼドム島の利用のため、ヴォルガストの町に75万ライヒスマルクを支払った。この地は、ヴェルナー・フォン・ブラウンの母親が「あなたとあなたの友達にぴったりの場所よ」と薦めた場所であった。1938年中旬までに、ドイツ空軍の施設から分離して陸軍の施設がほぼ完成し、クンメルスドルフから人も移動してきた。陸軍兵器実験場であるペーネミュンデ東(Peenemünde Ost)は、東工場(Werk Ost)と南工場(Werk Sud)からなり、一方で西工場(Werk West)はドイツ空軍の試験場であった。

## 組織
ヴェルナー・フォン・ブラウンはペーネミュンデ陸軍兵器実験場の技術責任者となり、ヴァルター・ティールが副責任者となった。9つの主要部門が置かれた。
1. 技術デザインオフィス
2. 航空弾道学・数学研究所
3. 風洞
4. 材料研究所
5. 飛行・誘導・遠隔制御装置（BSM）[7]
6. 開発・製造研究所
7. 試験研究所
8. 将来計画オフィス
9. 調達オフィス[8]

測定グループは、BSMの一部であり、その他に製造計画や人事オフィス等の部門もあった。

## 誘導ミサイルとロケットの研究

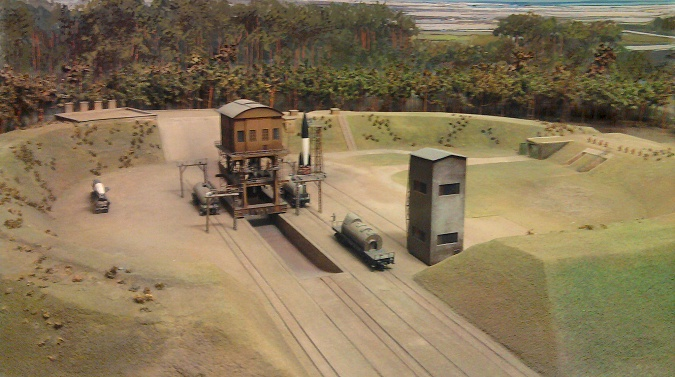
ドイツ博物館にあるペーネミュンデの打上げ施設のミニチュア

V2ロケットやヴァッサーファル等を含む第二次世界大戦でドイツ軍によって使われた誘導ミサイルやロケットのいくつかは、ペーネミュンデ陸軍兵器実験場で開発された。ペーネミュンデ陸軍兵器実験場は、アメリカ合衆国を標的にした超長距離のミサイルの基本設計も行っていた。この計画は"V-3"と呼ばれ、その存在は秘密にされており、この研究所では、世界初の監視カメラ等も使われていた。
空気力学研究
ペーネミュンデ陸軍兵器実験場の超音速風洞は、1942年から1943年には、当時の記録のマッハ4.4を出せるまでになり、また1940年には、液体酸素を使うために発生する雲を減らす画期的な乾燥システムも開発していた。1937年4月にアーヘン大学から移籍したルドルフ・ヘルマンを中心に、1943年には技術スタッフの数が200人を超えた。

### V2製造プラント
1938年11月、ヴァルター・フォン・ブラウヒッチュは、ペーネミュンデ陸軍兵器実験場にV2ロケットの製造プラントを作ることを命じ、1939年1月、ヴァルター・ドルンベルガーは、製造プラントプロジェクトを計画するためのG・シューベルトをリーダーとするWa Pruf 11という部署を作った。1943年夏までに、南工場で最初の試作の組立てラインが稼働したが、1943年7月末に巨大なFertigungshalle 1（大規模製造プラント1）が稼働を始めた後、ペーネミュンデ陸軍兵器実験場はハイドラ作戦の爆撃を受けた。1943年8月26日、アルベルト・シュペーアはハンス・カムラーらを集め、V2ロケットの製造をハルツ山地の地下の工場に移す相談を行った。9月初め、ペーネミュンデ陸軍兵器実験場の機械や人員は、ミッテルヴェルケに移動した。ここには、他の2か所のV2ロケット製造プラントからも機械と人員が集まった。1943年10月13日、ペーネミュンデ陸軍兵器実験場で働いていた強制収容所の捕虜たちは、軌道車に乗ってコーンシュタイン丘に向かった。

## クロスボー作戦
ペーネミュンデにある2つの強制収容所のポーランド人の守衛は、1943年初め、地図、スケッチ、レポートをポーランド国内軍に提供し、1943年6月、イギリスの諜報機関は、ロケット組立て場、実験場、打上げ塔等が特定できるそのうち2つのレポートを入手した。

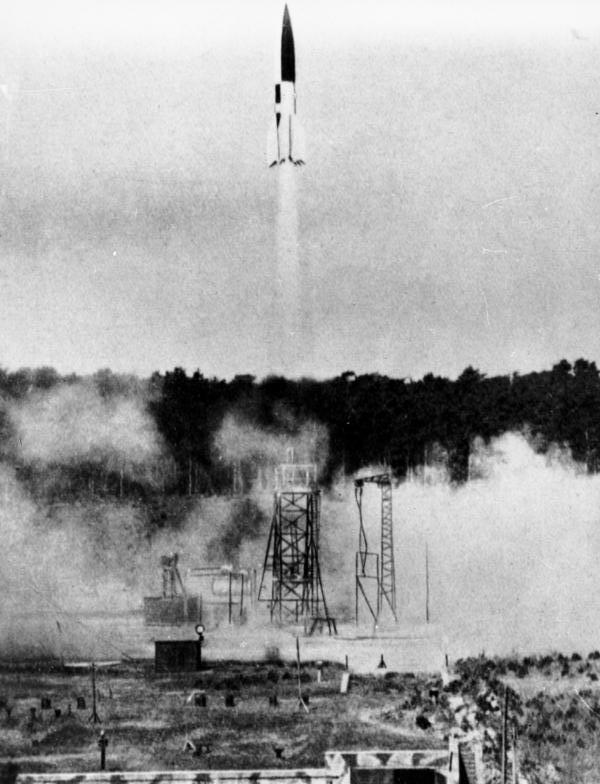
ペーネミュンデでのV2ロケットの打上げ(1943年)

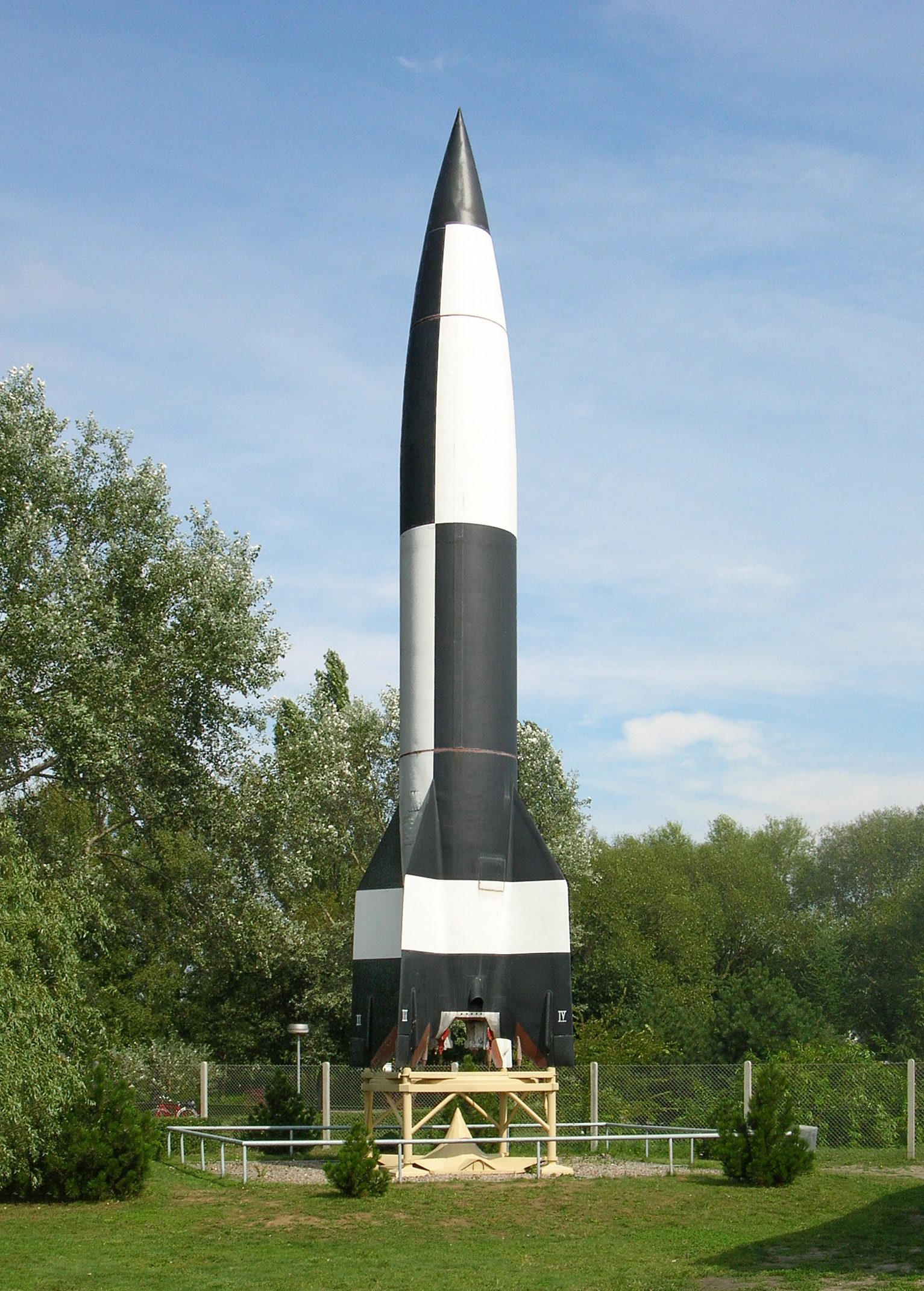
ペーネミュンデ博物館のV2ロケット

クロスボー作戦の最初の攻撃として、1943年8月17日と18日の夜に、最初に居住エリア、次に工場、最後に実験場が空襲を受けた（ハイドラ作戦）。ポーランド人の守衛は攻撃の警告を受けたが、SDの監視のために逃げられず、捕虜のためのシェルターもなかった。
1年後の7月18日、8月4日、8月25日にアメリカ合衆国の第8空軍は、ペーネミュンデ陸軍兵器実験場で過酸化水素の製造が疑われる施設を3度に渡って空襲した。

## 避難
V2ロケット製造拠点のミッテルヴェルケへの移動後、1943年10月に誘導ミサイルの開発の全てから完全に撤退することが軍に認められた。1943年8月26日、アルベルト・シュペーアのオフィスでの相談で、ハンス・カムラーはV2ロケットの製造施設をオーストリアの地下に移すことを提案した。9月に場所の調査が終わると、カムラーは12月にZement(ツェメント、セメントの意)というコードネームを決め、1944年1月からグムンデン近郊のトラウン湖の崖を爆破して地下洞窟を作った。1944年初めには、オーストリア国内のアルプス山脈に、タトラ山脈、アールベルク、オルトレール等を標的としたロケット打上げ場の建設（コードネームSalamander、ザラマンダー）を開始した。

## 戦後
ペーネミュンデ陸軍兵器実験場で行われた最後のV2ロケットの打上げは1945年2月にあり、1945年5月5日には、コンスタンチン・ロコソフスキーに率いられた第2白ロシア戦線がシフィノウイシチェの港とウーゼドム島全域を占領した。アナトール・バビロフに率いられたソビエト軍の歩兵は研究棟やロケット試射場のほとんどが破壊されているのを発見した。
ペーネミュンデ陸軍兵器実験場のさらなる破壊は、1948年から1961年に行われ、機能を残した施設は、発電所と空港、ツィノヴィッツまで繋がる鉄道だけであった。液体酸素を製造するガス工場がペーネミュンデ陸軍兵器実験場の入口付近の廃墟の中に残っているが、その他の施設はほとんど残っていない。
1992年には、シェルター式の制御室と発電所だった場所にペーネミュンデ歴史・技術情報センターが開設され、ヨーロッパ産業遺産の道のアンカーポイントに指定された。